# Municipio de Union (condado de Harrison, Iowa)
El municipio de Union (en inglés: Union Township) es un municipio ubicado en el condado de Harrison en el estado estadounidense de Iowa. En el año 2010 tenía una población de 256 habitantes y una densidad poblacional de 2,51 personas por km².

## Geografía
El municipio de Union se encuentra ubicado en las coordenadas 41°32′41″N 95°39′56″O / 41.54472, -95.66556. Según la Oficina del Censo de los Estados Unidos, el municipio tiene una superficie total de 101.92 km², de la cual 101,87 km² corresponden a tierra firme y (0,05 %) 0,05 km² es agua.

## Demografía
Según el censo de 2010, había 256 personas residiendo en el municipio de Union. La densidad de población era de 2,51 hab./km². De los 256 habitantes, el municipio de Union estaba compuesto por el 96,48 % blancos, el 1,95 % eran asiáticos y el 1,56 % eran de una mezcla de razas. Del total de la población el 0,39 % eran hispanos o latinos de cualquier raza.